# Anabarhynchus luctuosus
Anabarhynchus luctuosus är en tvåvingeart som beskrevs av Lyneborg 2001. Anabarhynchus luctuosus ingår i släktet Anabarhynchus och familjen stilettflugor. Inga underarter finns listade i Catalogue of Life.